# K2-18b
K2-18b (známá také jako EPIC 201912552 b) je exoplaneta v obyvatelné zóně červeného trpaslíka K2-18 v souhvězdí Lva, který se nachází přibližně 124 světelných let (38 parseků) od Země. Planeta byla objevena v roce 2015 v rámci rozšířené mise sondy Kepler, později ji zkoumal Vesmírný dalekohled Jamese Webba, zvláště pak její atmosféru. Planeta má hmotnost odhadovanou kolem 8,63násobku hmotnosti Země a její poloměr činí přibližně 2,6 poloměru Země. Obíhá svou hvězdu jednou za 33 dní, tedy dostává přibližně stejné množství hvězdného záření, jaké Země dostává od Slunce. To také naznačuje, že planeta podléhá vázané rotaci. 
Planeta má atmosféru skládající se z vodíku, v roce 2019 byla v její atmosféře objevena také vodní pára. V roce 2023 detekoval dalekohled Jamese Webba v její atmosféře také oxid uhličitý a metan. To by mohlo znamenat, že jde o hyceánskou planetu pokrytou oceánem s atmosférou bohatou na vodík. Další studie však naznačují, že se spíše jedná o mini-Neptun bez jakéhokoliv obyvatelného povrchu. V roce 2025 byly v její atmosféře s velkou pravděpodobností detekovány organické sloučeniny dimethylsulfid a/nebo dimethyldisulfid. Na Zemi tyto plyny produkuje mořský fytoplankton a bakterie. To by mohlo znamenat přítomnost mimozemského života na planetě. Dimethylsulfid ovšem může být produkován také abioticky, tedy bez života. Nové studie také zpochybnily, že by důkazy pro dimethylsulfid byly dostačující.